# Pietro Pitati
Pietro Pitati (latinisiert Petrus Pitatus; * 1490 in Verona; † 27. September 1567 in Belfiore) war ein italienischer Astronom.

## Leben
Pietro Pitati wurde 1490 als Sohn von Bernardino und Cesaria da Castello in eine vornehme, aber verarmte Familie geboren.
Mit neunzehn Jahren kämpfte er im Krieg der Liga von Cambrai auf Seiten der Serenissima und wurde von den kaiserlichen Truppen gefangen genommen, konnte sich aber befreien. Pitati hatte ein starkes Interesse an Wissenschaft, hatte aber nicht die Mittel für den Besuch eines regelmäßigen Unterrichts. So wandte er sich an den Benediktinermönch Innocenzo da Novara, mit dem er sein Studium über Logik und Mathematik vertiefte.
Im Jahre 1520 stellte er in Rom zusammen mit dem niederländischen Gelehrten Paul von Middelburg Beobachtungen über das genaue Datum des Frühlingsäquinoktiums an, das für die Bestimmung des Osterdatums entscheidend war und daher wegen des immer früheren Eintritts Probleme bereitete, denn der damals noch verwendete Julianische Kalender bildete die Jahreslänge noch nicht hinreichend genau ab. Er wiederholte die Beobachtungen in den Jahren 1535 und 1536 und verfasste ein Buch über die Oster- und Neumondberechnung, das 1537 erschien.
Pitati publizierte auch Ephemeriden auf Basis der Alfonsinischen Tafeln.
1549 wurde der mittlerweile bekannte Pitati an der Accademia Filarmonica di Verona zum Lehrer für Mathematik und Astronomie ernannt und führte dort den Namen Filuranio. Das Problem des auf dem Ersten Konzil von Nicäa festgelegten Osterdatums und die zur Lösung erforderliche Kalenderreform trieben ihn weiter um. Er machte den Vorschlag, unter den vollen Jahrhunderten nur noch jedes vierte zu einem Schaltjahr zu machen und einmalig vierzehn Tage zu überspringen, um das Frühlingsäquinoktium wieder auf den 21. März zu bringen. 1600, 1700 und 1800 sollten demnach keine Schaltjahre sein, erst 1900 wieder und dann so weiter. Dies wurde 1560 in einem Compendium veröffentlicht und 1564 und 1568 neu aufgelegt.
Der Kardinal Enrico d’Este beauftragte Lodovico Ferrari mit einer Prüfung dieses Vorschlags, der aber auf Ablehnung stieß. Aloisius Lilius unterbreitete Pitatis Ideen mit geringfügigen Änderungen, andere betroffene Jahrhunderte und eine andere Anzahl auszulassender Tage, als neuen Vorschlag und unter Christophorus Clavius kam es 1582, fünfzehn Jahre nach Pitatis Tod, schließlich zur Umsetzung der Gregorianischen Kalenderreform, wobei Pitatis Name nicht mehr genant wurde. Daher gilt heute Aloisius Lilius als Begründer der Kalenderreform, obwohl Pitati als geistiger Urheber anzusehen ist.
Bernardino Baldi berichtet in einer 1590 verfassten Biografie von einer Erkrankung flusso di naso (Nasenfluss), deretwegen sich Pitati auf ärztlichen Rat hin in seine Villa in Belfiore zurückgezogen hatte. Dort starb Pitati am 27. September 1567 im Alter von 77 Jahren und wurde in Sant’Anastasia in Verona beigesetzt.

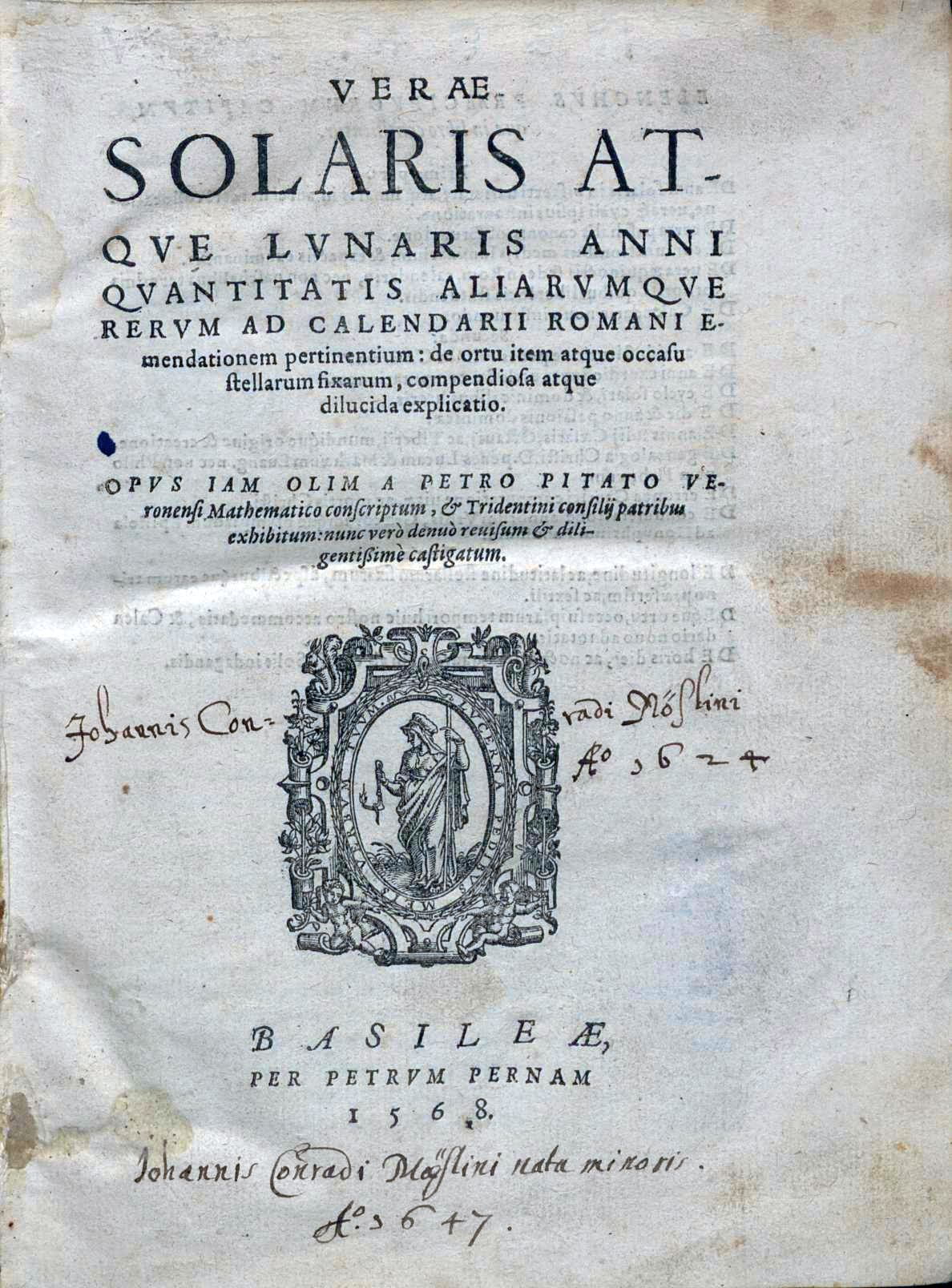
Verae solaris atque lunaris anni quantitatis aliarumque rerum ad calendarii romani emendationem pertinentium, 1568

## Schriften
- Pietro Pitati: Paschales atque nouiluniorum mensurni canones. De varia paschalis solemnitatis obseruatione. Quis primus sit paschalis mensis. Hrsg.: Lucantonio Giunta. Venezia 1537 (Latein, archive.org).
- Pietro Pitati: Supplementum ephemeridium Petri Pitati Veronensis mathematici, in quo habentur haec. Primi mobilis canones cum tabulis domorum multifariam horis vulgaribus ab occasu, ... Item ortus, & occasus, coelique mediationes ad quemuis positionis circulum ... Item directionum tabulae cum expeditissima positionis situs significatoris cuius. Hrsg.: Lucaantonio Giunta. Venezia 1542 (Latein, archive.org).
- Pietro Pitati: Almanach novum Petri Pitati Veronensis mathematici, superadditis annis quinque supra ultimas hactenus in lucem editas Ioannis Stoefleri Ephemeridas. 1551. ad futurum Christi annum 1556. Isagogica in coelestem astronomicam disciplinam. Tractatus tres perbreues de electionibus, reuolutionibus annorum, ... Item horariae tabulae. Hrsg.: Viricus Morhardus. Venezia 1544 (Latein, archive.org).
- Pietro Pitati: Almanach nouum Petri Pitati Veronensis mathematici. Ad annos vndecim incipiens ab anno Christi 1552. usque ad annum 1562. Isagogica in celestem astronomicam disciplinam. Tractatus tres per breues de electionibus, reuolutionibus annorum, & mutatione aeris. Omnibus diligentissime recognitis et emendatis. Hrsg.: Venetiis apud luntas. Venezia 1552 (Latein, archive.org).
- Pietro Pitati: Compendium Petri Pitati Veronensis. Hrsg.: Dominicum Nicolinum. Venezia 1564 (Latein, archive.org).
- Pietro Pitati: Verae solaris atque lunaris anni quantitatis aliarumque rerum ad calendarii romani emendationem pertinentium. Hrsg.: Per Petrum Pernam. Basilea 1568 (Latein, digitale-sammlungen.de – 3-te Auflage des Compendiums).

## Ehrungen
- Im Jahre 1935 benannte die Internationale Astronomische Union den Mondkrater Pitatus offiziell nach Pietro Pitati.[6]